# Cavallermaggiore
Cavallermaggiore (Cavlimor [kauliˈmʊr] o Cavalimor [kavaliˈmʊr] in piemontese) è un comune italiano di 5 295 abitanti della provincia di Cuneo in Piemonte. È situato sulla sponda destra della Maira.

## Origini del nome
Il nome, verosimilmente, deriva dalla presenza di allevamenti di cavalli da tiro. I latini chiamavano equus il cavallo elegante da carrozza e caballus quello da carretta mentre caballarium era il luogo dove i cavalli venivano allevati.

## Storia
Cavallermaggiore fu, per un lungo periodo, la residenza di Ascanio Sobrero, inventore della nitroglicerina: per tali ragioni a lui è stata dedicata una via cittadina.
 Nel cimitero cittadino ha sede la tomba della famiglia, contenente le spoglie di Sobrero.

### Simboli
Lo storico stemma comunale è stato riconosciuto con decreto del Capo del Governo del 12 luglio 1929.
Il gonfalone è un drappo di bianco riccamente ornato di ricami d'oro.

### Onorificenze
Il comune si fregia del titolo di città concesso da Vittorio Emanuele II, re d'Italia, il 13 settembre 1863.

## Monumenti e luoghi d'interesse

### Architetture religiose
- Chiesa dei Santi Michele e Pietro, nella quale è una tela del marchigiano Martino Bonfini con la Madonna delle Rose e Santi, dipinta tra 1587 e 1596 circa per la Compagnia del Rosario, in cui convivono elementi manieristi e capacità descrittive e finezza di dettagli.[8]
- Chiesa di Santa Maria della Pieve
- Chiesa di Santa Teresa
- Chiesa di San Pietro in vinculis (costruita intorno all'anno 1000)
- Chiesa di San Lorenzo
- Chiesa della Confraternita di Santa Croce e San Bernardino da Siena. Conserva notevoli sculture lignee di Carlo Giuseppe Plura
- Chiesa della Misericordia, che contiene notevoli opere scultoree del Plura[9].
- Cappella di San Vito
- Chiesa di San Giorgio
- Chiesa della Madonna della Pace e del Beato Amedeo di Savoia, fatta erigere dalla Casa Savoia dopo il trattato di Cherasco.
- Santuario della Beata Vergine delle Grazie, ex convento degli agostiniani.
- Chiesa della confraternita di San Rocco, che in passato era sede della società della santissima trinità che si occupava, tramite offerte della popolazione, di riscattare i prigionieri dei mori.

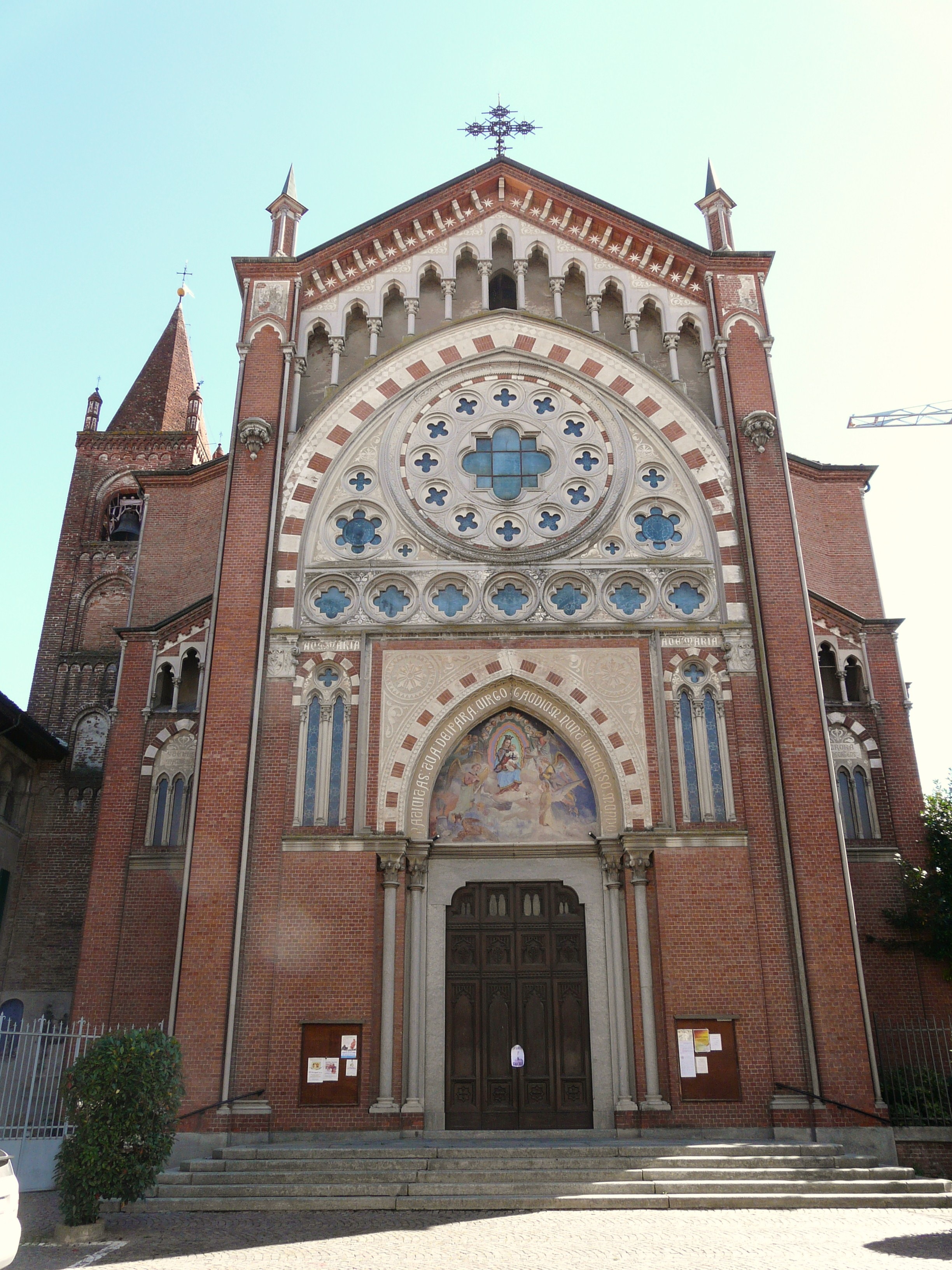
Facciata della chiesa di Santa Maria della Pieve
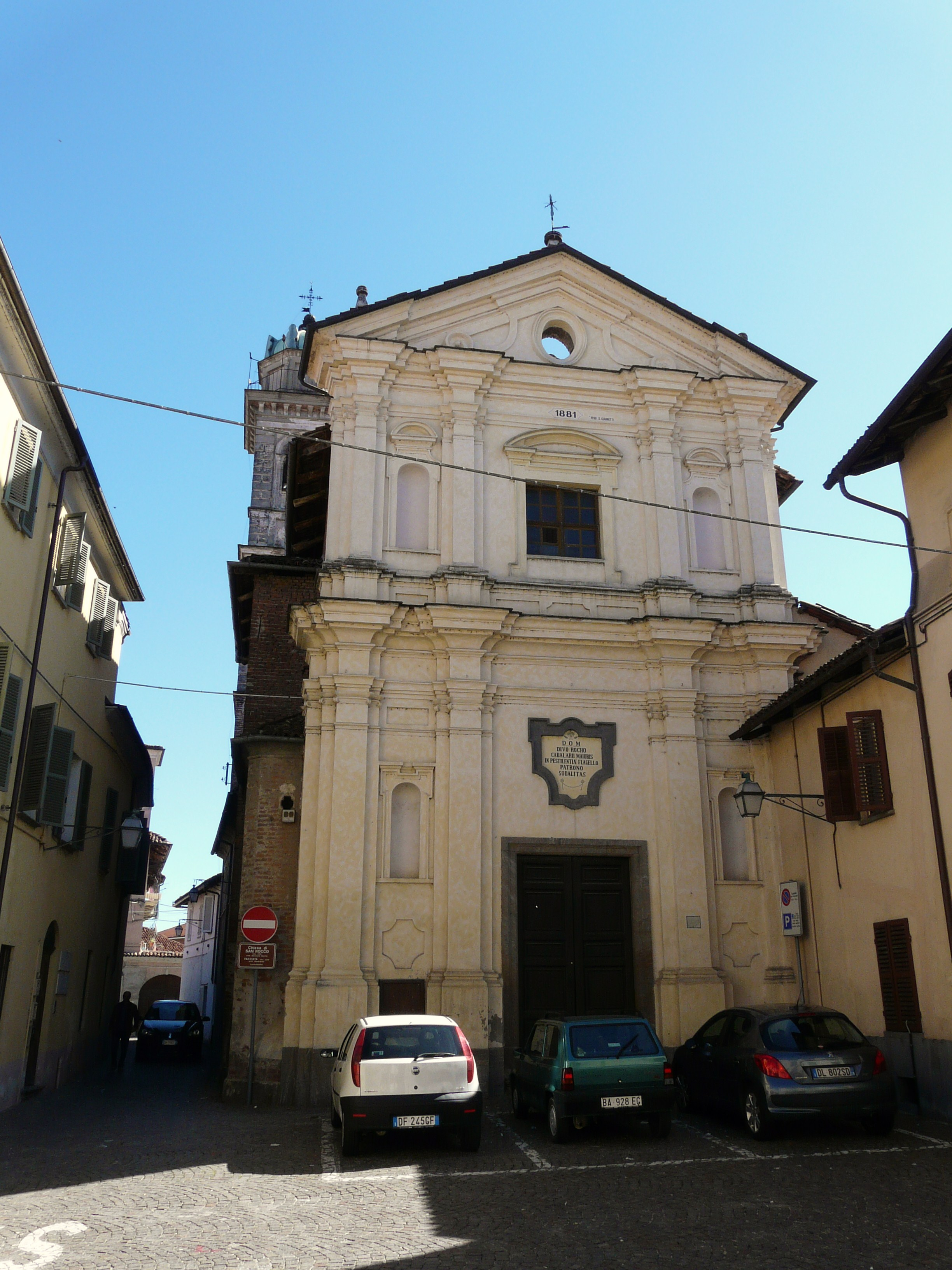
Facciata della chiesa di San Rocco
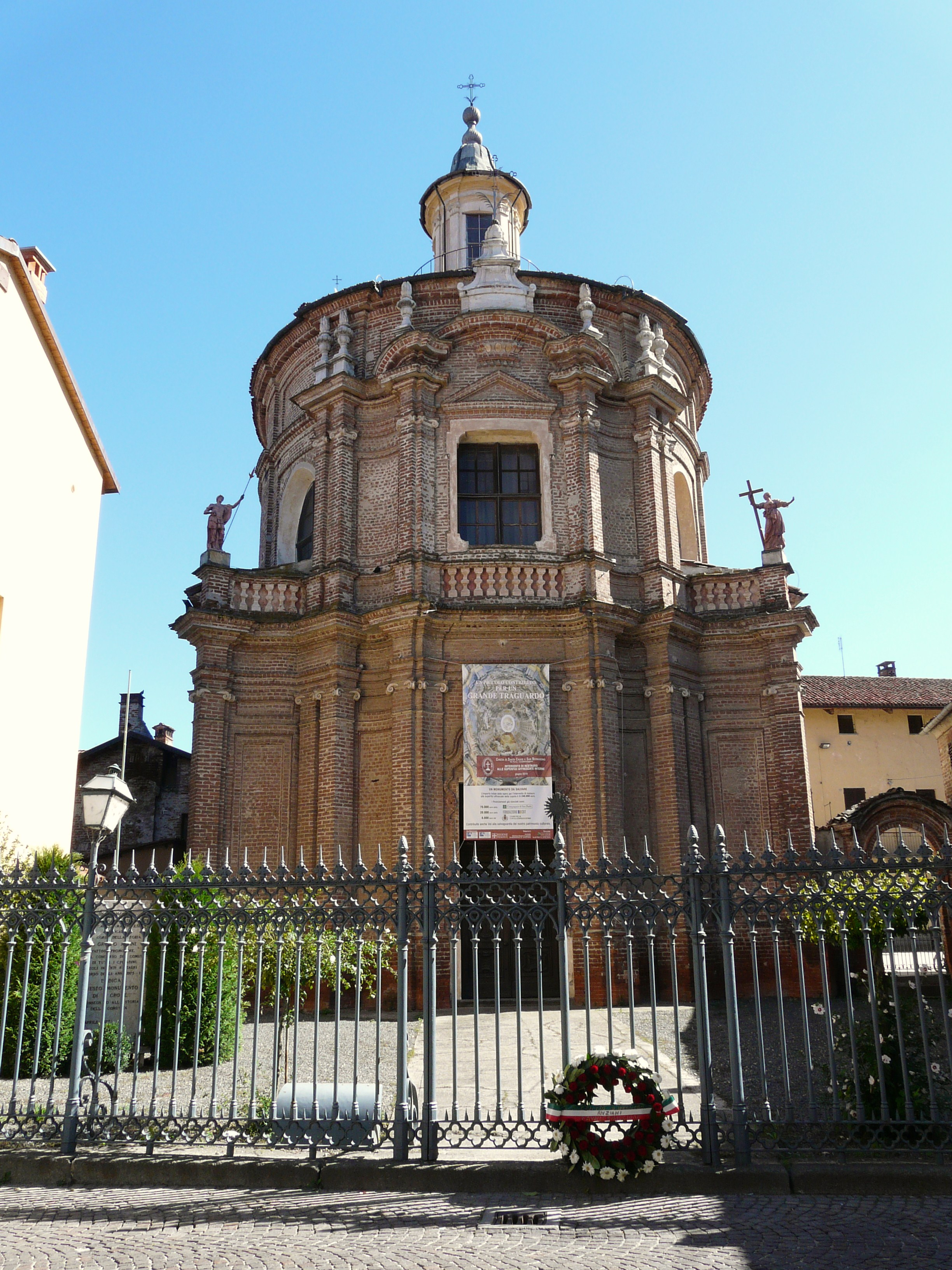
Facciata della chiesa di San Bernardino

### Altri luoghi d'interesse
- Palazzo dei Conti Filippi di Baldissero d'Alba
- Torre medievale del Motturone (crollata nel 2011)

## Società

### Evoluzione demografica
Abitanti censiti

### Nuovi italiani
Secondo i dati Istat al 31 dicembre 2017, i cittadini stranieri residenti legalmente e stabilmente a Cavallermaggiore sono 551, così suddivisi per nazionalità, elencando per le presenze più significative:
1. Romania, 202
2. India, 93
3. Marocco, 86
4. Albania, 71

## Cultura
- Fiera di San Giorgio, fiera dedicata al santo patrono di Cavallermaggiore si svolge nel weekend della settimana del 23 aprile, la fiera consiste in alcuni stand nella piazza principale e una cena aperta a tutti il sabato sera a base di pesce. La domenica c'è anche un mercatino lungo la via del centro.
- Sagra del gorgonzola, manifestazione culinaria dove, tramite cene e stand, vengono presentate le case produttrici di questo formaggio.
- Festa del paese, in ricordo della Madonna delle Grazie che ha salvato la città dalla peste; la festa si svolge l'ultima settimana di agosto, nella piazza principale un luna park accompagna le festività. La domenica si svolge una fiera lungo via Roma. La settimana dopo si svolge la processione dedicata alla Madonna e il martedì sera ha luogo uno spettacolo di fuochi d'artificio.
- Presepe di Cavallermaggiore, presepe meccanico con statuine del '700.[13]
- Palio dei borghi una serie di sfide, tra gli abitanti dei borghi, in svariati giorni fino alla serata finale (come ad esempio corsa della balla di fieno)
- Mostra piemontese dell'editoria, manifestazione in cui vengono presentate nell'ala comunale le case editrici locali e nazionali ed i libri di scrittori emergenti.

### Media
- Telecupole è un'emittente locale italiana che trasmette da Cavallermaggiore (attiva dal 1979)

## Economia
A Cavallermaggiore ha sede la Biraghi, azienda casearia a distribuzione internazionale.

## Infrastrutture e trasporti

### Ferrovie
Il paese dispone di una propria stazione di diramazione posta lungo le linee Torino-Fossano-Savona e Alessandria-Cavallermaggiore. 
La stazione non è dotata di servizio di accompagnamento per disabili e non dispone di passerelle e ascensore per raggiungere i binari.
All'interno del territorio comunale è presente un'altra stazione ferroviaria che serve la frazione Madonna del Pilone, posta sulla linea Alessandria-Cavallermaggiore.

## Amministrazione

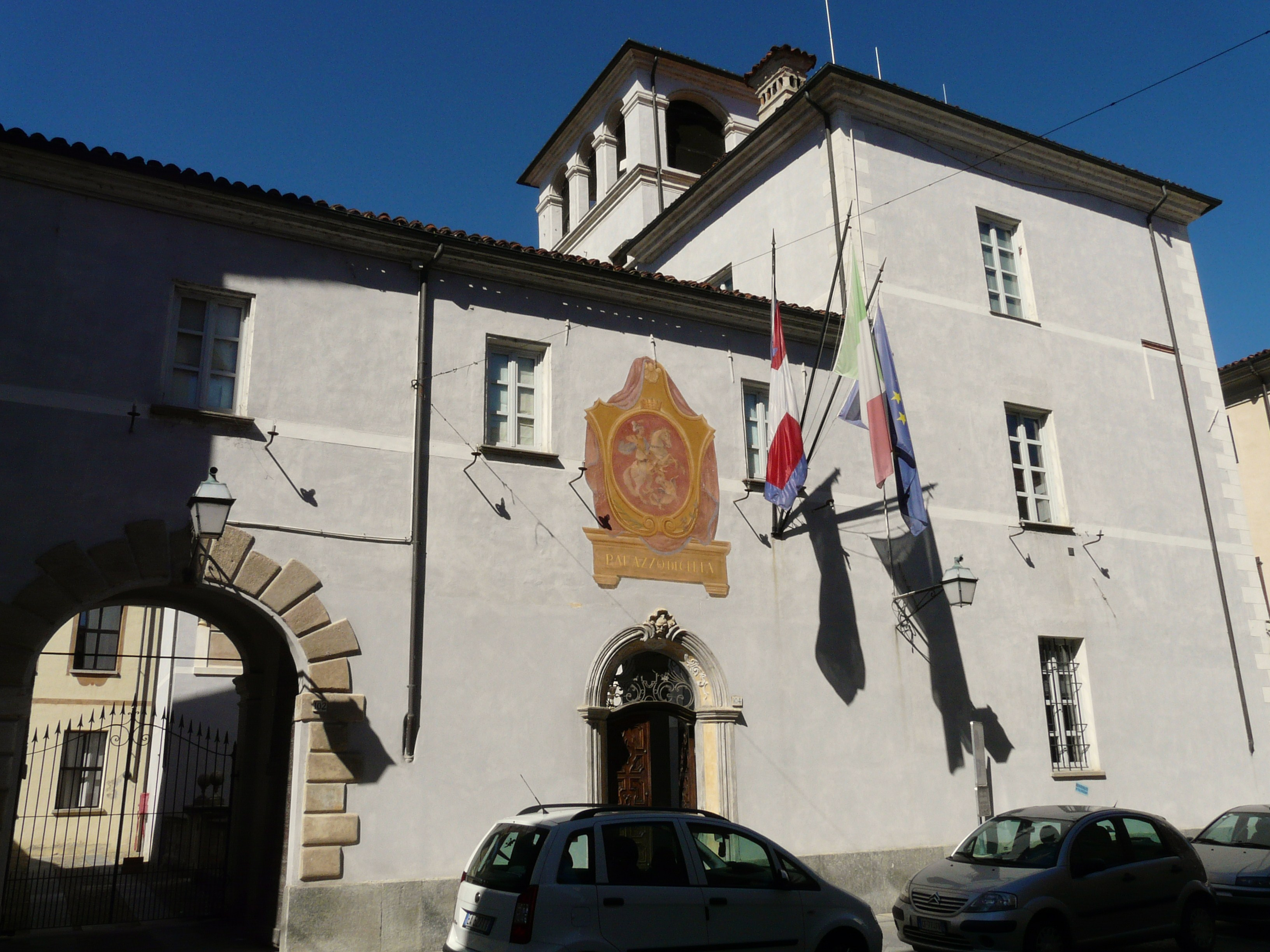
Municipio di Cavallermaggiore

| Periodo        | Periodo        | Primo cittadino   | Partito                            | Carica  | Note   |
| -------------- | -------------- | ----------------- | ---------------------------------- | ------- | ------ |
| 14 maggio 2001 | 30 maggio 2006 | Michele Baravalle | Lista civica                       | Sindaco | [ 14 ] |
| 30 maggio 2006 | 16 maggio 2011 | Michele Baravalle | Lista civica                       | Sindaco | [ 15 ] |
| 16 maggio 2011 | 6 giugno 2016  | Antonio Parodi    | Lista civica                       | Sindaco | [ 16 ] |
| 6 giugno 2016  | in carica      | Davide Sannazzaro | Lista civica Cavallermaggiore viva | Sindaco |        |

## Sport
È presente una società di football americano, i Vikings Cavallermaggiore giocano in Terza Divisione (3º livello del football americano italiano), una società di calcio maschile Cavallermaggiore fc che milita in terza categoria.